# Volkswagen Coccinelle III
Pour les articles homonymes, voir New Beetle et Coccinelle (homonymie).
La Volkswagen Coccinelle III est la troisième génération de la Coccinelle du constructeur automobile Volkswagen ; elle remplace la New Beetle. En France, elle est commercialisée entre 2011 et 2019 sous l’appellation « Nouvelle Coccinelle ». Cette automobile compacte présente un profil plus bas tout en conservant une forme générale rendant hommage à la Volkswagen Coccinelle Type 1 originale. L'un des objectifs de Volkswagen avec le modèle était de lui donner une apparence plus agressive tout en lui donnant des aspects stylistiques rappelant la Type 1.  Il s'agissait d'une tentative d'éloigner le nouveau modèle de la New Beetle, produite de 1997 à 2011, qui n'a jamais approché le succès de la Beetle originale.

## Présentation
Ses concepteurs ayant voulu trancher avec le style rondouillard de la New Beetle, elle est plus large et longue.
À partir de l'année modèle 2015, elle adopte de nouvelles motorisations aux normes Euro 6 et avec les technologies BlueMotion dont le 2.0 Tdi 110 qui remplace le 1.6 Tdi 105, le 2.0 Tdi 150 pour le Tdi 140, le 1.4 Tsi 150 pour le Tsi 160 et le Tsi 220 pour le Tsi 200.

### Appellations variantes selon les pays
Appelée à la base Beetle, elle se nomme Coccinelle en France et au Canada francophone, Maggiolino en Italie, tandis qu'en Allemagne il est possible - en option - de lui donner l’appellation de son choix (que ce soit Käfer, Beetle, Coccinelle, etc.).

### Historique
- Avril 2011 : la Beetle est présentée mondialement à Shanghai, New York et Berlin ;
- Octobre 2011 : présentation de la Nouvelle Coccinelle en France au salon automobile de Lyon ;
- Novembre 2012 : Présentation de la Beetle Cabriolet au Salon de l'automobile de Los Angeles ;
- Mars 2013 : Premières livraisons de la nouvelle Coccinelle Cabriolet[3] avec la sortie de trois éditions : 50's, 60's et 70's[4] ;
- 13 septembre 2018 : Volkswagen annonce qu'il arrêtera la production en 2019[5] ;
- 10 juillet 2019 : La toute dernière Beetle sort de la chaîne de production de l'usine de Puebla (au Mexique)[6].

## Finitions

### Séries spéciales
- Origins
- Ultimate : Série spéciale numérotée, produite uniquement pour le marché français, et déclinée en 150 exemplaires en coupé et 150 exemplaires en cabriolet.
- Final Edition

## Galerie photo

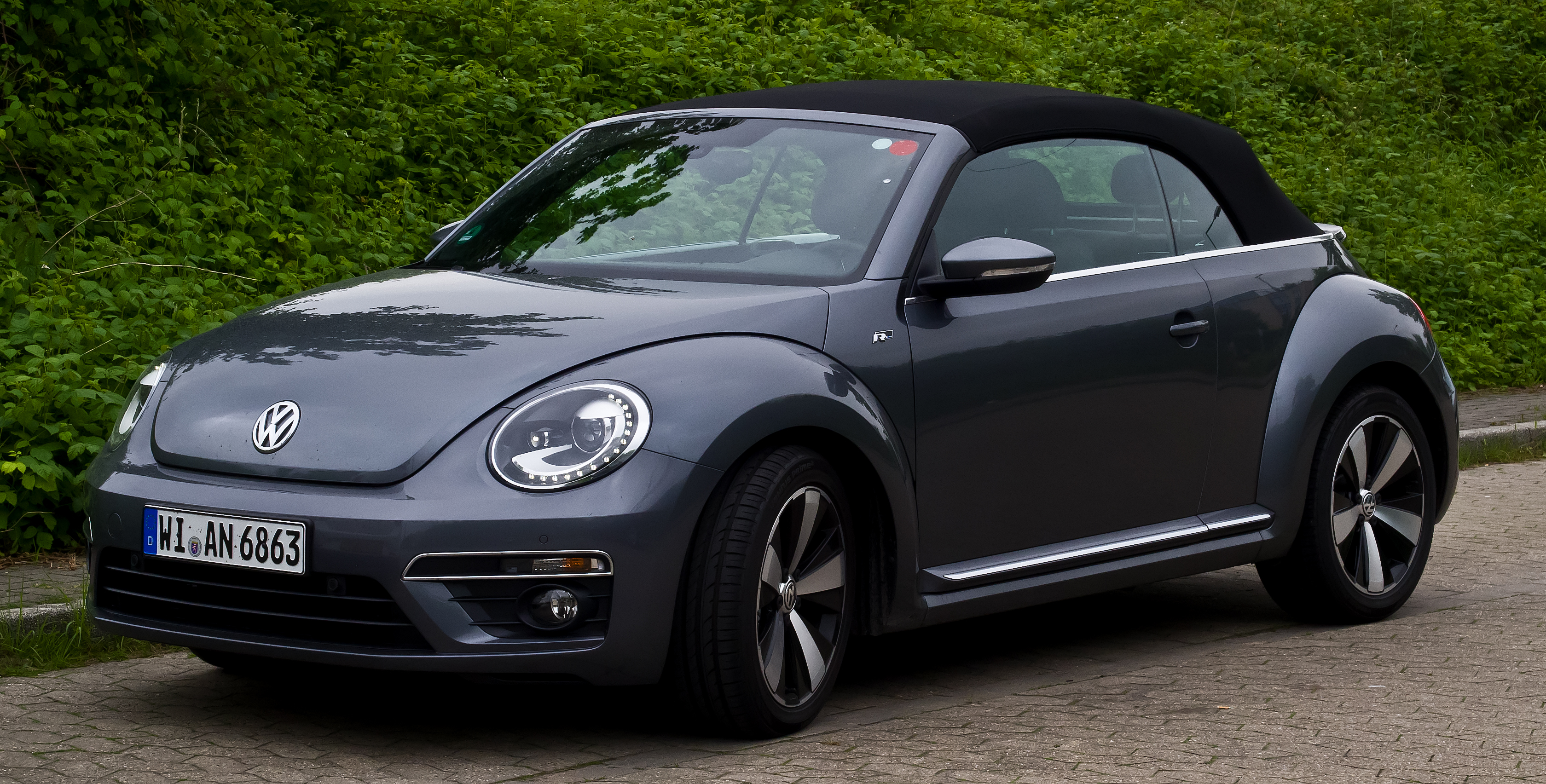
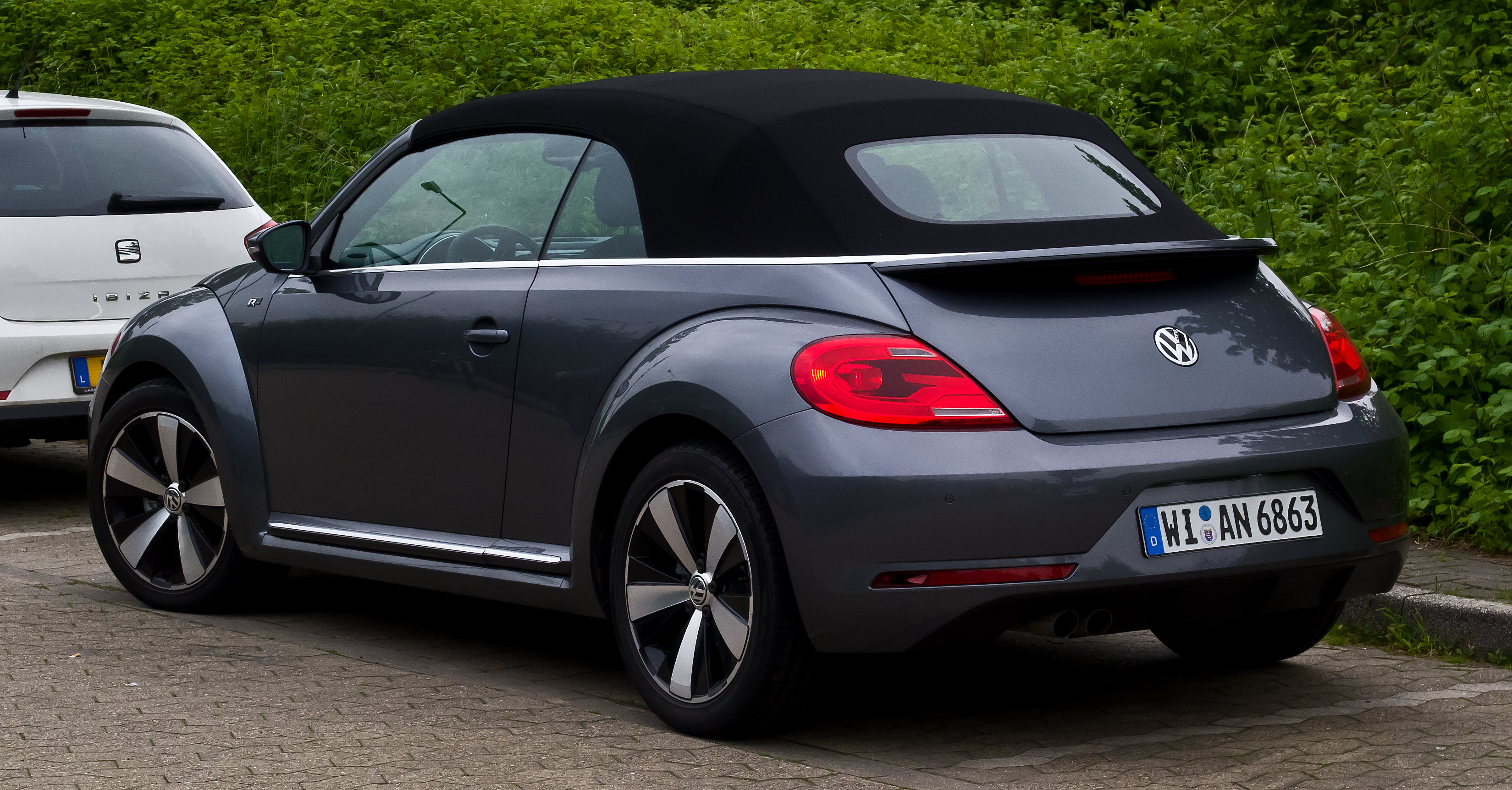
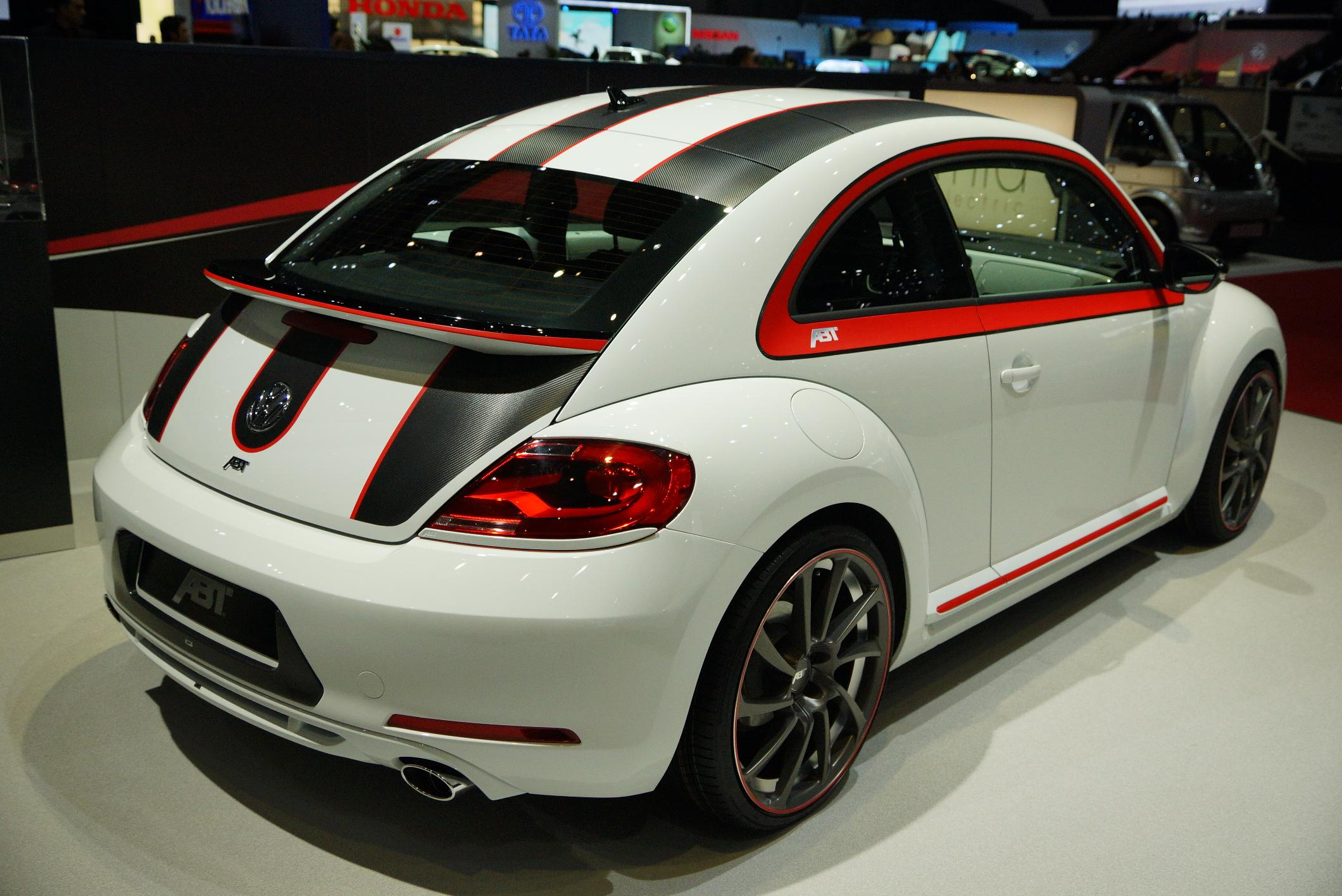
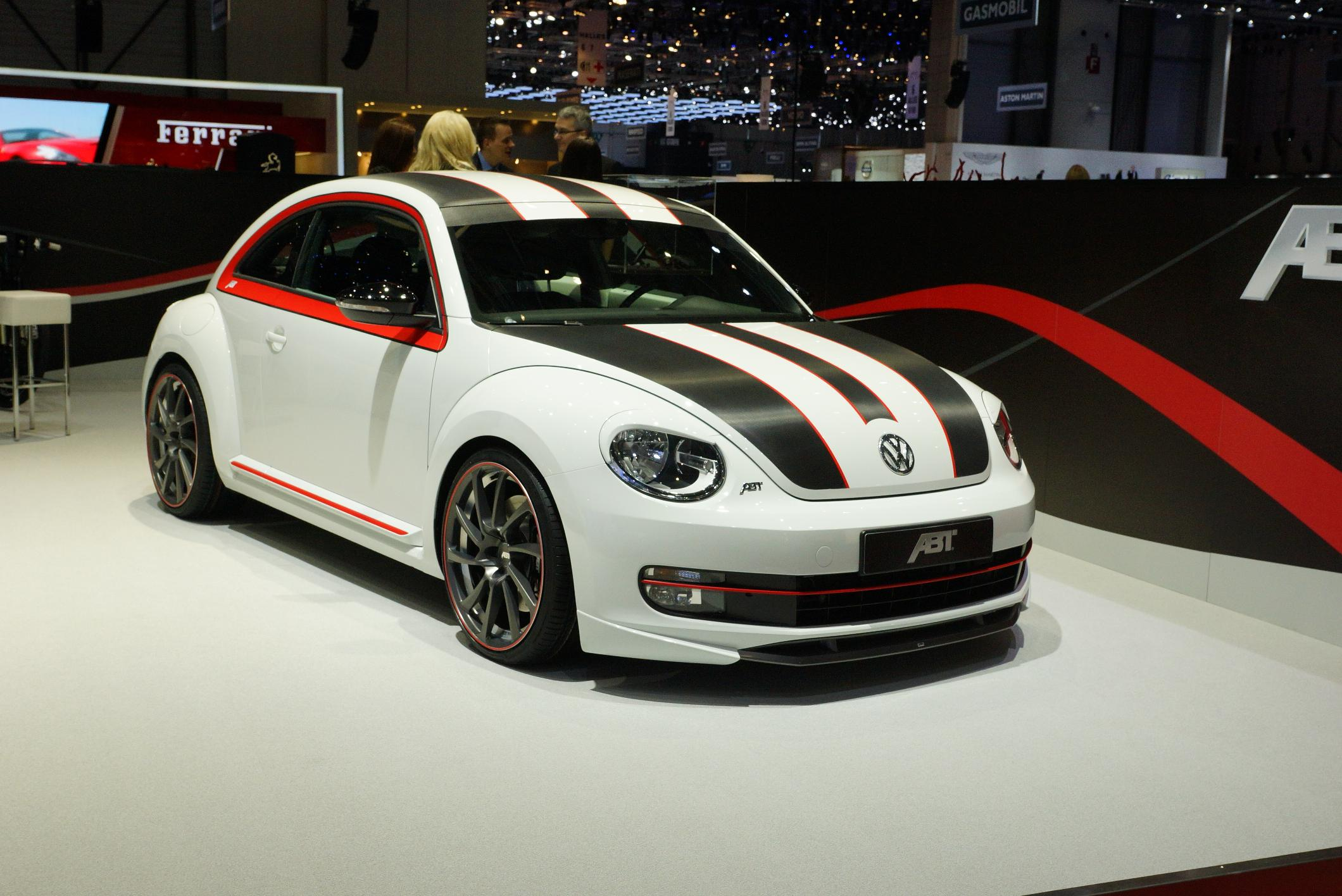
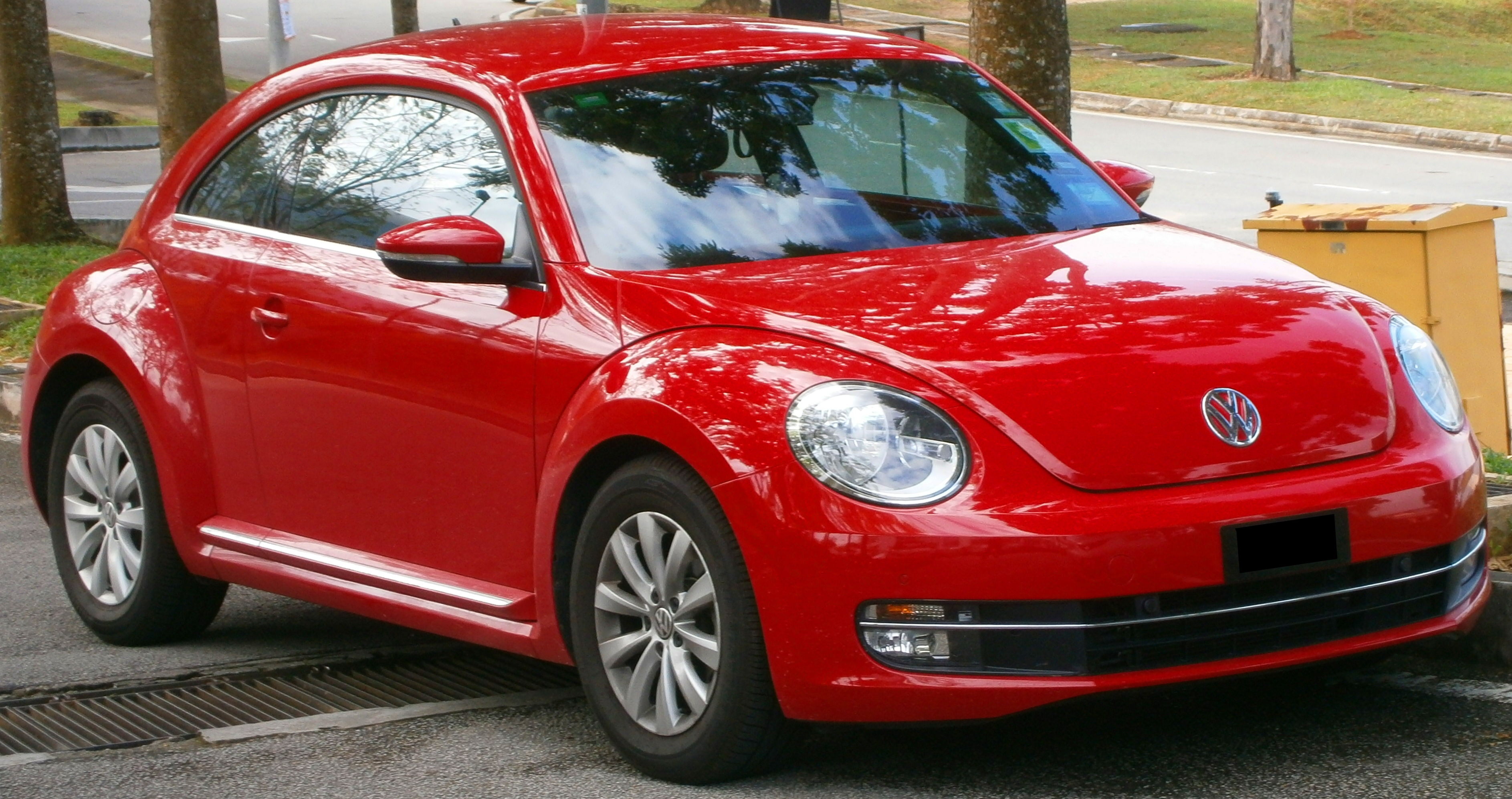
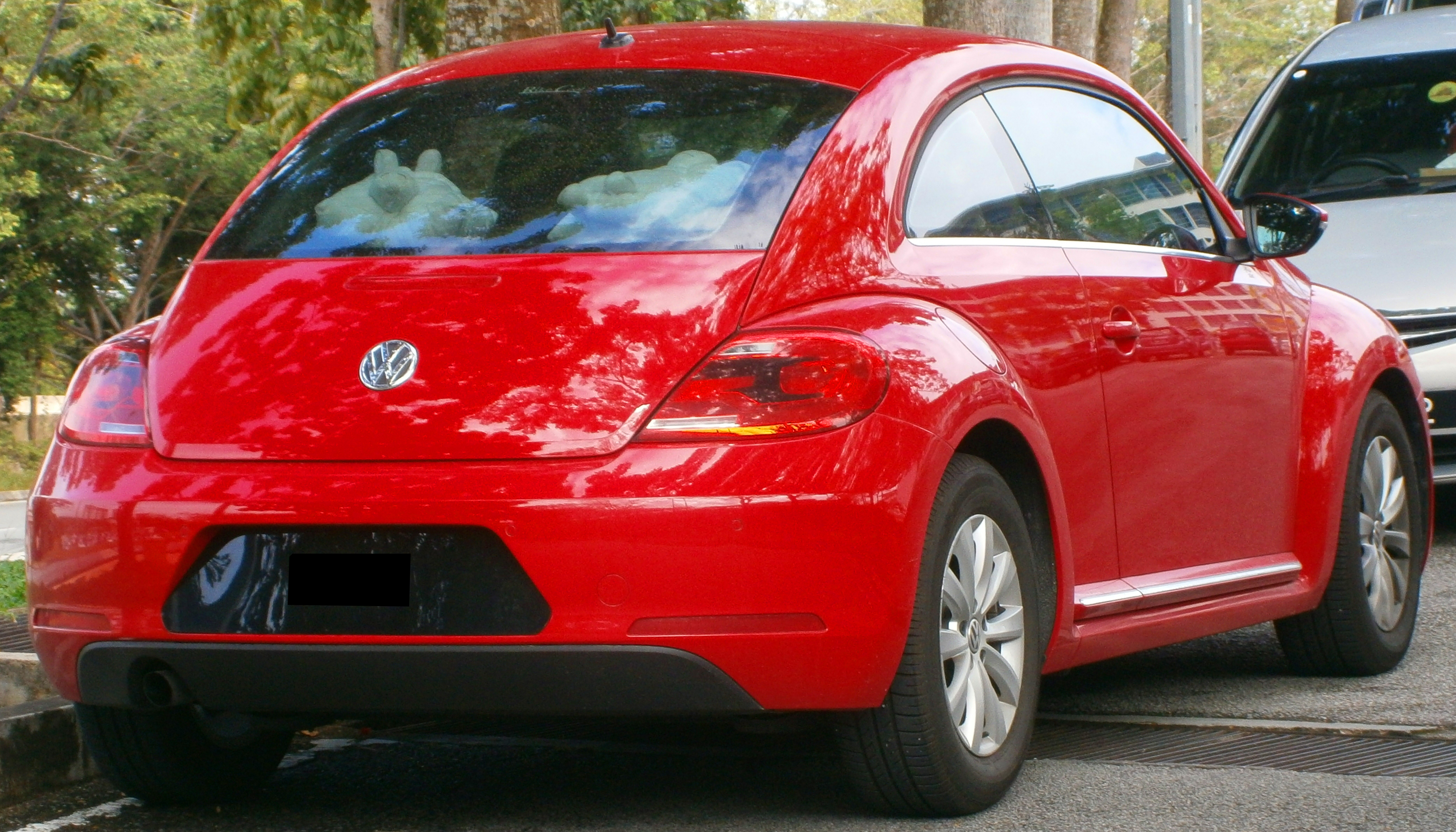

## Sources
- Site Officiel VW France